# Рива (Стамбул)
Рива (тур. Riva, также называемая Чаягзы) — турецкая деревня на берегу Чёрного моря во внутригородском районе Бейкоз провинции Стамбул (анатолийская части Большого Стамбула). Расположена между Анадолу-Фенери и Шиле.
На территории деревни в море впадает ручей Чаягзы, а к западу от ручья есть широкий пляж. Расстояние до центра Бейкоза составляет около 16 км. Население Ривы по состоянию на 2011 год составляет 1585 человек.
До Первой мировой войны большинство населения деревни составляли греки. В рамках насильственного обмена населением между Грецией и Турцией в 1920-х годах греки покинули деревню, а их дома заняли турки из Черноморского региона.
Несмотря на то, что деревня является частью Большого Стамбула, она все ещё сохраняет некоторые сельские черты. Главная достопримечательность — останки византийской крепости на холме, где река Рива (также известная как Реба или Живой поток) впадает в Чёрное море.
В деревне снимались хит турецкого телевидения «Воскресший Эртугрул» и его продолжение «Основание: Осман».